# リュウキン
リュウキン（琉金）は、キンギョの一品種。丸みの強い腹部をもったずんぐりとした体形と、優雅に伸長する尾ビレや各ヒレが特色である。

## 概要
寸詰まりで体高のある丸い体、各ヒレが伸長し、特に尾ビレは長く発達する。体色には素赤のほか、更紗、白、桜がある。赤・青・紫・黒・白などが交じるものは、「キャリコ」や「キャリコ琉金」として扱われる。尾のタイプも三つ尾、四つ尾がある。泳ぎが比較的ゆっくりとしており、ワキン同様ポピュラーで、人気の高い種類である。特に長野県の飯田産は、赤色が濃いことで人気を集めている。尾鰭が扇の様な形状から、「ファンテイルゴールドフィッシュ（Fantail goldfish）」の英名が付けられている。
突然変異のシシガシラリュウキンを改良したのが丸手タイプのオランダシシガシラであり、こちらも流通量は多く、人気の高い品種である。

## 歴史
中国でワキンの突然変異で出現した尾ビレの長い個体を淘汰し固定化された品種。江戸時代の安永 - 天明年間に、琉球経由で薩摩に輸入された金魚である。そのため、品種名に琉球の一字（「琉」）が使われている。

## 飼育
丸手のタイプのキンギョの代表として飼育者、流通量も多い。飼育は簡単であるが、餌の与え過ぎ等で転覆をする個体が多い点は否めない。これを守れば飼育に関しては問題はない。中国産の個体は尾鰭が短く、日本産の個体との混泳は勧められない。

## 交配種
代表種はキャリコリュウキンであり、サンショクデメキン（キャリコデメキン）との交配種である。他には定かではないがトサキン、ワトウナイ等がある。
キャリコリュウキンは金魚商秋山吉五郎の手により、リュウキンとサンショクデメキン（キャリコデメキン）の交配種として明治時代（1880年代）に作出した。当種を気に入り購入したフランクリン・パッカードが「キャリコ」の命名をした事により、キャリコを個体として呼ぶ時はこのキャリコリュウキンを指す事が多い。

## 画像

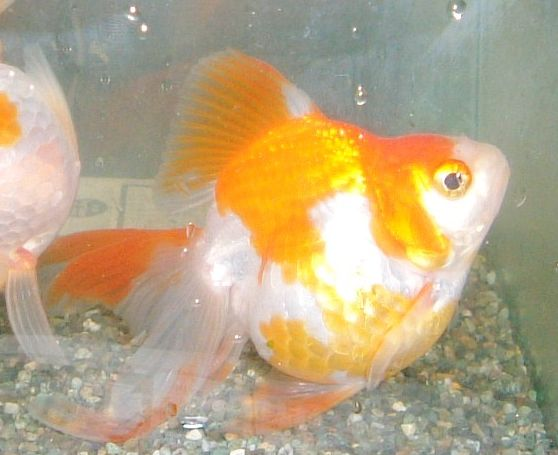
リュウキン

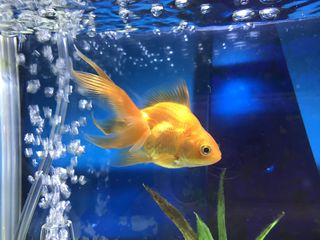
リュウキン（赤）

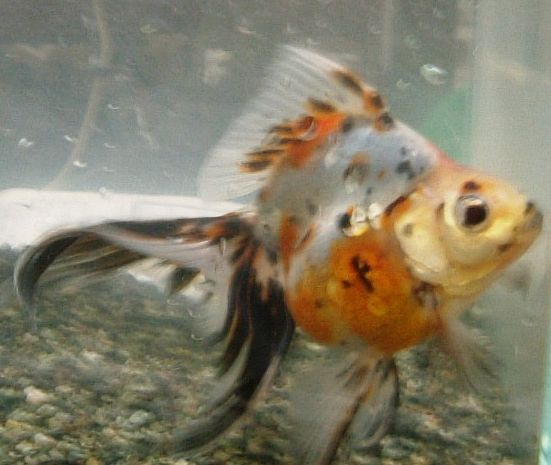
キャリコリュウキン

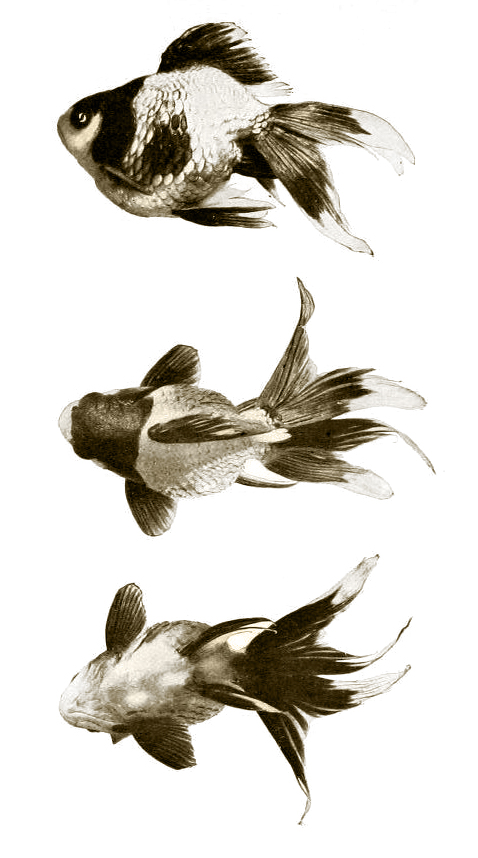
上・下・横からみたリュウキン